# Gran Premio di Gran Bretagna 2009
Il Gran Premio di Gran Bretagna 2009 è l'ottava prova della stagione 2009 del Campionato mondiale di Formula 1. Si è corso domenica 21 giugno 2009 sul Circuito di Silverstone.

## Vigilia

### Iscrizioni al campionato 2010
Il 12 giugno la FIA annuncia ufficialmente i team che prenderanno parte al campionato di Formula 1 nell'anno 2010. Vengono riconfermati tutti i team già presenti nel campionato corrente, con la riserva però che cinque di essi (vale a dire McLaren, BMW, Renault, Toyota e Brawn) accettino entro il 19 giugno, senza riserve, le nuove regole. Vengono inoltre accettate le iscrizioni di tre nuovi team: Campos Grand Prix, Manor Grand Prix e Team US F1.
Dopo un incontro avvenuto nella sede della Renault a Enstone in Regno Unito il 18 giugno, gli 8 team della FOTA decidono di rigettare definitivamente le proposte della FIA in merito al campionato 2010, e annunciano la volontà di creare un campionato alternativo. La FIA, in risposta, decide di adire le vie legali e di posticipare la pubblicazione della lista definitiva delle scuderie ammesse al campionato 2010. Viene intanto rivelato che il 18 giugno Max Mosley aveva proposto alla FOTA di alzare il discusso limite del budget da 45 a 100 milioni.

### Aspetti tecnici
La Bridgestone annuncia che per il gran premio porterà coperture di tipo morbido e di tipo duro.

## Prove
Nella prima sessione del venerdì, si è avuta questa situazione:
| Pos | N  | Pilota           | Squadra-Motore | Tempo    | Gap   | Giri |
| --- | -- | ---------------- | -------------- | -------- | ----- | ---- |
| 1   | 15 | Sebastian Vettel | RBR-Renault    | 1'19"400 |       | 20   |
| 2   | 14 | Mark Webber      | RBR-Renault    | 1'19"682 | 0'282 | 19   |
| 3   | 22 | Jenson Button    | Brawn-Mercedes | 1'20"227 | 0"827 | 20   |

Nella seconda sessione del venerdì, si è avuta questa situazione:
| Pos | N  | Pilota           | Squadra-Motore       | Tempo    | Gap   | Giri |
| --- | -- | ---------------- | -------------------- | -------- | ----- | ---- |
| 1   | 15 | Sebastian Vettel | RBR-Renault          | 1'19"456 |       | 39   |
| 2   | 14 | Mark Webber      | RBR-Renault          | 1'19"597 | 0"141 | 35   |
| 3   | 20 | Adrian Sutil     | Force India-Mercedes | 1'20"141 | 0"685 | 41   |

Nella sessione del sabato mattina, si è avuta questa situazione:
| Pos | N  | Pilota          | Squadra-Motore  | Tempo    | Gap   | Giri |
| --- | -- | --------------- | --------------- | -------- | ----- | ---- |
| 1   | 16 | Nico Rosberg    | Williams-Toyota | 1'18"889 |       | 20   |
| 2   | 17 | Kazuki Nakajima | Williams-Toyota | 1'19"102 | 0"203 | 19   |
| 3   | 20 | Jarno Trulli    | Toyota          | 1'19"125 | 0"226 | 15   |

## Qualifiche
Nella sessione di qualificazione, si è avuta questa situazione:
| Pos | N  | Pilota               | Costruttore/Motore   | Q1       | Q2       | Q3       | Giri | Griglia | Massa |
| --- | -- | -------------------- | -------------------- | -------- | -------- | -------- | ---- | ------- | ----- |
| 1   | 15 | Sebastian Vettel     | RBR-Renault          | 1'18"865 | 1'18"119 | 1'19"509 | 21   | 1       | 666,5 |
| 2   | 23 | Rubens Barrichello   | Brawn-Mercedes       | 1'19"325 | 1'18"335 | 1'19"856 | 23   | 2       | 657,5 |
| 3   | 14 | Mark Webber          | RBR-Renault          | 1'18"674 | 1'18"209 | 1'19"868 | 18   | 3       | 659,5 |
| 4   | 9  | Jarno Trulli         | Toyota               | 1'18"886 | 1'18"240 | 1'20"091 | 21   | 4       | 658   |
| 5   | 17 | Kazuki Nakajima      | Williams-Toyota      | 1'18"530 | 1'18"575 | 1'20"216 | 27   | 5       | 652,5 |
| 6   | 22 | Jenson Button        | Brawn-Mercedes       | 1'18"957 | 1'18"663 | 1'20"289 | 25   | 6       | 657,5 |
| 7   | 16 | Nico Rosberg         | Williams-Toyota      | 1'19"228 | 1'18"591 | 1'20"361 | 21   | 7       | 661,5 |
| 8   | 10 | Timo Glock           | Toyota               | 1'19"198 | 1'18"791 | 1'20"490 | 25   | 8       | 660   |
| 9   | 4  | Kimi Räikkönen       | Ferrari              | 1'19"010 | 1'18"556 | 1'20"715 | 24   | 9       | 654   |
| 10  | 7  | Fernando Alonso      | Renault              | 1'19"167 | 1'18"761 | 1'20"741 | 22   | 10      | 654   |
| 11  | 3  | Felipe Massa         | Ferrari              | 1'19"730 | 1'18"927 |          | 19   | 11      | 675   |
| 12  | 5  | Robert Kubica        | BMW Sauber           | 1'19"730 | 1'19"308 |          | 21   | 12      | 689,5 |
| 13  | 2  | Heikki Kovalainen    | McLaren-Mercedes     | 1'19"732 | 1'19"353 |          | 19   | 13      | 695,5 |
| 14  | 8  | Nelson Piquet Jr.    | Renault              | 1'19"555 | 1'19"392 |          | 18   | 14      | 682,5 |
| 15  | 6  | Nick Heidfeld        | BMW Sauber           | 1'19"559 | 1'19"448 |          | 19   | 15      | 665.5 |
| 16  | 21 | Giancarlo Fisichella | Force India-Mercedes | 1'19"802 |          |          | 11   | 16      | 668   |
| 17  | 11 | Sébastien Bourdais   | STR-Ferrari          | 1'19"898 |          |          | 10   | 17      | 687,5 |
| 18  | 20 | Adrian Sutil         | Force India-Mercedes | 1'19"909 |          |          | 10   | 18      | 692   |
| 19  | 1  | Lewis Hamilton       | McLaren-Mercedes     | 1'19"917 |          |          | 7    | 19      | 666   |
| 20  | 12 | Sébastien Buemi      | STR-Ferrari          | 1'20"236 |          |          | 12   | 20      | 672,5 |

## Gara

### Resoconto
Il tempo è soleggiato. In partenza Vettel ha un buono spunto, indietro tutto regolare, con Rubens Barrichello e Mark Webber, poi Kazuki Nakajima, e quinto il ferrarista Kimi Räikkönen che conquista la posizione con un bello scatto
tutto sull’esterno; dietro Nico Rosberg e Jarno Trulli. Jenson Button, partito male, recupera l’ottava posizione sfruttando una sbavatura di Felipe Massa nel secondo giro. Dopo due giri, Vettel fa l'andatura con già tre secondi su Barrichello ed allunga un secondo a giro più veloce del resto del gruppo. Per lungo tempo invece più indietro s'infiamma la lotta tra Nick Heidfeld e Fernando Alonso per il dodicesimo posto, mentre undicesimo è un buon Giancarlo Fisichella sulla Force India. Al decimo giro Vettel amministra già la gara con 12 secondi di vantaggio.
Tra il giro 15 e 23 si consuma la prima tornata di pit-stop, con Webber che esce davanti a Barrichello. Ormai Vettel ha così venti secondi sul compagno. Nakajima, primo a fermarsi, scende al nono posto, mentre guadagnano posizioni Rosberg e Massa, ora quinto, grazie al suo stop ritardato. Con le RedBull fuori portata, si accende la battaglia tra Barrichello, Rosberg e Massa. Sébastien Bourdais e Heikki Kovalainen intanto si toccano con Kovalainen che cambia traiettoria e Bourdais che lo tampona in staccata; entrambi si fermeranno ai box e si ritireranno successivamente.
Il nuovo giro di pit-stop concede qualche giro in testa a Webber e il quarto posto a Massa davanti a Rosberg, mentre dietro quest'ultimo c'è Button; quest’ultimo, finalmente con pista libera, stupisce girando velocemente e andando a prendere Nico, che però lo tiene dietro con relativa facilità negli ultimi quattro giri.
Vettel vince dominando, con il suo primo hat trick, cioè pole, giro veloce e vittoria. La Red Bull Racing si propone molto forte in campionato, mentre le Brawn GP sembrano in fase di discesa dal dominio che le aveva contraddistinte. La Renault conquista il suo primo giro veloce da motorista dal Gran Premio del Giappone 2006.

### Risultati
I risultati del GP sono stati i seguenti:
| Pos | N  | Pilota               | Squadra-Motore       | Giri | Tempo/Ritiro/Media          | Griglia | Punti |
| --- | -- | -------------------- | -------------------- | ---- | --------------------------- | ------- | ----- |
| 1   | 15 | Sebastian Vettel     | Red Bull-Renault     | 60   | 1h22'49"328 - 223.390 km/h  | 1       | 10    |
| 2   | 14 | Mark Webber          | Red Bull-Renault     | 60   | +15"188                     | 3       | 8     |
| 3   | 23 | Rubens Barrichello   | Brawn-Mercedes       | 60   | +41"175                     | 2       | 6     |
| 4   | 3  | Felipe Massa         | Ferrari              | 60   | +45"043                     | 11      | 5     |
| 5   | 16 | Nico Rosberg         | Williams-Toyota      | 60   | +45"915                     | 7       | 4     |
| 6   | 22 | Jenson Button        | Brawn-Mercedes       | 60   | +46"285                     | 6       | 3     |
| 7   | 9  | Jarno Trulli         | Toyota               | 60   | +1'08"307                   | 4       | 2     |
| 8   | 4  | Kimi Räikkönen       | Ferrari              | 60   | +1'09"622                   | 9       | 1     |
| 9   | 10 | Timo Glock           | Toyota               | 60   | +1'09"823                   | 8       |       |
| 10  | 21 | Giancarlo Fisichella | Force India-Mercedes | 60   | +1'11"522                   | 16      |       |
| 11  | 17 | Kazuki Nakajima      | Williams-Toyota      | 60   | +1'14"023                   | 5       |       |
| 12  | 8  | Nelson Piquet Jr.    | Renault              | 59   | +1 giro                     | 14      |       |
| 13  | 5  | Robert Kubica        | BMW Sauber           | 59   | +1 giro                     | 12      |       |
| 14  | 7  | Fernando Alonso      | Renault              | 59   | +1 giro                     | 10      |       |
| 15  | 6  | Nick Heidfeld        | BMW Sauber           | 59   | +1 giro                     | 15      |       |
| 16  | 1  | Lewis Hamilton       | McLaren-Mercedes     | 59   | +1 giro                     | 18      |       |
| 17  | 20 | Adrian Sutil         | Force India-Mercedes | 59   | +1 giro                     | 20      |       |
| 18  | 12 | Sébastien Buemi      | Toro Rosso-Ferrari   | 59   | +1 giro                     | 19      |       |
| Rit | 11 | Sébastien Bourdais   | Toro Rosso-Ferrari   | 37   | Collisione con H.Kovalainen | 17      |       |
| Rit | 2  | Heikki Kovalainen    | McLaren-Mercedes     | 36   | Collisione con S.Bourdais   | 13      |       |

## Classifiche Mondiali

### Piloti
| Pos | Pilota             | Punti |
| --- | ------------------ | ----- |
| 1   | Jenson Button      | 64    |
| 2   | Rubens Barrichello | 41    |
| 3   | Sebastian Vettel   | 39    |
| 4   | Mark Webber        | 35,5  |
| 5   | Jarno Trulli       | 21,5  |
| 6   | Felipe Massa       | 16    |
| 7   | Nico Rosberg       | 15,5  |
| 8   | Timo Glock         | 13    |
| 9   | Fernando Alonso    | 11    |
| 10  | Kimi Räikkönen     | 10    |
| 11  | Lewis Hamilton     | 9     |
| 12  | Nick Heidfeld      | 6     |
| 13  | Heikki Kovalainen  | 4     |
| 14  | Sébastien Buemi    | 3     |
| 15  | Robert Kubica      | 2     |
| 16  | Sébastien Bourdais | 2     |

### Costruttori
| Pos | Team             | Punti |
| --- | ---------------- | ----- |
| 1   | Brawn-Mercedes   | 105   |
| 2   | RBR-Renault      | 74,5  |
| 3   | Toyota           | 34,5  |
| 4   | Ferrari          | 26    |
| 5   | Williams-Toyota  | 15,5  |
| 6   | McLaren-Mercedes | 13    |
| 7   | Renault          | 11    |
| 8   | BMW Sauber       | 8     |
| 9   | STR-Ferrari      | 5     |